# Patinação de velocidade em pista curta nos Jogos Olímpicos de Inverno de 2022 - 1000 m masculino
A prova de 1000 m masculino da patinação de velocidade em pista curta nos Jogos Olímpicos de Inverno de 2022 foi disputada no Ginásio Indoor da Capital em Pequim nos dias 5 e 7 de fevereiro.

## Medalhistas
| Ouro   | CHN Ren Ziwei   |
| Prata  | CHN Li Wenlong  |
| Bronze | HUN Shaoang Liu |

## Recordes
Antes desta competição, os recordes mundiais e olímpicos da prova eram os seguintes:
| Tipo | Atleta          | Tempo        | Local          | Data                    |
| ---- | --------------- | ------------ | -------------- | ----------------------- |
|      | Hwang Dae-heon  | 1:20.875 min | Salt Lake City | 12 de novembro de 2016  |
|      | Charles Hamelin | 1:23.407 min | Gangneung      | 13 de fevereiro de 2018 |

Os seguintes recordes mundiais e/ou olímpicos foram estabelecidos durante esta competição:
| Tipo             | Atleta         | Tempo        | Local  | Data                   | Ref   |
| ---------------- | -------------- | ------------ | ------ | ---------------------- | ----- |
| Recorde olímpico | Hwang Dae-heon | 1:23.042 min | Pequim | 5 de fevereiro de 2022 | [ 2 ] |

## Resultados

### Eliminatórias
| Pos. | Bateria | Atleta               | País               | Tempo    | Notas |
| ---- | ------- | -------------------- | ------------------ | -------- | ----- |
| 1    | 1       | Park Jang-hyuk       | KOR Coreia do Sul  | 1:24.081 | Q     |
| 2    | 1       | Andrew Heo           | USA Estados Unidos | 1:24.106 | Q     |
| 3    | 1       | Itzhak de Laat       | NED Países Baixos  | 1:24.332 | ADV   |
| 4    | 1       | Niall Treacy         | GBR Grã-Bretanha   | 1:32.243 |       |
| 1    | 2       | Ren Ziwei            | CHN China          | 1:23.772 | Q     |
| 2    | 2       | Quentin Fercoq       | FRA França         | 1:23.917 | Q     |
| 3    | 2       | Jens van 't Wout     | NED Países Baixos  | 1:23.946 |       |
| 4    | 2       | Farrell Treacy       | GBR Grã-Bretanha   | 1:24.935 |       |
| 1    | 3       | Wu Dajing            | CHN China          | 1:23.927 | Q     |
| 2    | 3       | Jordan Pierre-Gilles | CAN Canadá         | 1:24.067 | Q     |
| 3    | 3       | Semion Elistratov    | ROC                | 1:24.077 |       |
| 4    | 3       | Shogo Miyata         | JPN Japão          | 1:24.367 |       |
| 1    | 4       | Lee June-seo         | KOR Coreia do Sul  | 1:24.698 | Q     |
| 2    | 4       | Pascal Dion          | CAN Canadá         | 1:24.771 | Q     |
| 3    | 4       | Adil Galiakhmetov    | KAZ Cazaquistão    | 1:24.855 |       |
| 4    | 4       | Vladislav Bykanov    | ISR Israel         | 1:24.875 |       |
| 1    | 5       | Hwang Dae-heon       | KOR Coreia do Sul  | 1:23.042 | Q, OR |
| 2    | 5       | Sjinkie Knegt        | NED Países Baixos  | 1:23.097 | Q     |
| 3    | 5       | Li Wenlong           | CHN China          | 1:23.140 | Q     |
| 4    | 5       | Sébastien Lepape     | FRA França         | 1:26.069 |       |
| 1    | 6       | John-Henry Krueger   | HUN Hungria        | 1:25.236 | Q     |
| 2    | 6       | Furkan Akar          | TUR Turquia        | 1:25.462 | Q     |
| 3    | 6       | Kazuki Yoshinaga     | JPN Japão          | 1:25.574 | ADV   |
|      | 6       | Denis Ayrapetyan     | ROC                | 9        | PEN   |
| 1    | 7       | Shaolin Sándor Liu   | HUN Hungria        | 1:25.262 | Q     |
| 2    | 7       | Ryan Pivirotto       | USA Estados Unidos | 1:54.437 | Q     |
| 3    | 7       | Pietro Sighel        | ITA Itália         | 2:10.039 | ADV   |
|      | 7       | Stijn Desmet         | BEL Bélgica        | 9        | PEN   |
| 1    | 8       | Shaoang Liu          | HUN Hungria        | 1:23.796 | Q     |
| 2    | 8       | Brendan Corey        | AUS Austrália      | 1:23.908 | Q     |
| 3    | 8       | Roberts Krūzbergs    | LAT Letônia        | 1:23.979 |       |
|      | 8       | Luca Spechenhauser   | ITA Itália         | 9        | PEN   |

### Quartas de final
| Pos. | Bateria | Atleta               | País               | Tempo    | Notas |
| ---- | ------- | -------------------- | ------------------ | -------- | ----- |
| 1    | 1       | Andrew Heo           | USA Estados Unidos | 1:24.603 | Q     |
| 2    | 1       | Wu Dajing            | CHN China          | 1:33.302 | Q     |
| 3    | 1       | Park Jang-hyuk       | KOR Coreia do Sul  | no time  | ADV   |
|      | 1       | Pietro Sighel        | ITA Itália         |          | PEN   |
|      | 1       | Jordan Pierre-Gilles | CAN Canadá         |          | PEN   |
| 1    | 2       | Lee June-seo         | KOR Coreia do Sul  | 1:23.682 | Q     |
| 2    | 2       | Shaoang Liu          | HUN Hungria        | 1:23.940 | Q     |
| 3    | 2       | Quentin Fercoq       | FRA França         | 1:24.411 |       |
| 4    | 2       | Pascal Dion          | CAN Canadá         | no time  |       |
|      | 2       | Kazuki Yoshinaga     | JPN Japão          |          | PEN   |
| 1    | 3       | Furkan Akar          | TUR Turquia        | 1:25.490 |       |
| 2    | 3       | Ren Ziwei            | CHN China          | 1:34.211 |       |
| 3    | 3       | Itzhak de Laat       | NED Países Baixos  | 1:42.490 | ADV   |
|      | 3       | John-Henry Krueger   | HUN Hungria        |          | PEN   |
|      | 3       | Brendan Corey        | AUS Austrália      |          | PEN   |
| 1    | 4       | Hwang Dae-heon       | KOR Coreia do Sul  | 1:24.693 |       |
| 2    | 4       | Li Wenlong           | CHN China          | 1:30.550 |       |
| 3    | 4       | Shaolin Sándor Liu   | HUN Hungria        | 1:55.248 | ADV   |
| 4    | 4       | Ryan Pivirotto       | USA Estados Unidos | 2:08.364 |       |
|      | 4       | Sjinkie Knegt        | NED Países Baixos  |          | YC    |

### Semifinais
| Pos. | Bateria | Atleta             | País               | Tempo    | Notas |
| ---- | ------- | ------------------ | ------------------ | -------- | ----- |
| 1    | 1       | Ren Ziwei          | CHN China          | 1:26.576 | QA    |
| 2    | 1       | Li Wenlong         | CHN China          | 1:26.722 | QA    |
| 3    | 1       | Furkan Akar        | TUR Turquia        | 1:27.102 | QB    |
|      | 1       | Hwang Dae-heon     | KOR Coreia do Sul  |          | PEN   |
|      | 1       | Park Jang-hyuk     | KOR Coreia do Sul  | DNS      |       |
| 1    | 2       | Shaolin Sándor Liu | HUN Hungria        | 1:23.567 | QA    |
| 2    | 2       | Wu Dajing          | CHN China          | 1:23.928 | QA    |
| 3    | 2       | Andrew Heo         | USA Estados Unidos | 1:24.023 | QB    |
| 4    | 2       | Itzhak de Laat     | NED Países Baixos  | 1:24.229 | QB    |
| 5    | 2       | Shaoang Liu        | HUN Hungria        | 1:35.384 | ADVA  |
|      | 2       | Lee June-seo       | KOR Coreia do Sul  |          | PEN   |

### Final A
| Pos. | Atleta             | País        | Tempo    | Notas |
| ---- | ------------------ | ----------- | -------- | ----- |
| 1    | Ren Ziwei          | CHN China   | 1:26.768 |       |
| 2    | Li Wenlong         | CHN China   | 1:29.917 |       |
| 3    | Shaoang Liu        | HUN Hungria | 1:35.693 |       |
| 4    | Wu Dajing          | CHN China   | 1:42.937 |       |
| -    | Shaolin Sándor Liu | HUN Hungria |          | YC    |

Legenda
| Recorde mundial      | Recorde mundial (World record)               |                       | Recorde africano                      | Recorde africano (African) |                                           | Q | Classificado por posição (Qualified) |
| Recorde olímpico     | Recorde olímpico (Olympic record)            | Recorde da América    | Recorde da América (Americas)         | q                          | Classificado por melhor tempo (Qualified) |   |                                      |
| Melhor marca do ano  | Melhor marca do ano (World leading)          | Recorde asiático      | Recorde asiático (Asian)              | DNS                        | Não largou (Did not start)                |   |                                      |
| Recorde nacional     | Recorde nacional (National record)           | Recorde europeu       | Recorde europeu (European)            | DNF                        | Não terminou (Did not finish)             |   |                                      |
| Recorde pessoal      | Recorde pessoal do atleta (Personal best)    | Recorde da Oceania    | Recorde da Oceania (Oceania)          | DSQ / DQ                   | Desclassificado (Disqualified)            |   |                                      |
| Recorde da temporada | Recorde da temporada do atleta (Season best) | Recorde sul-americano | Recorde sul-americano (South America) | NM                         | Sem marca (No mark)                       |   |                                      |

### Patinação de velocidade
| Recorde de pista | Recorde da pista (Track record)               |  |  |
| QA               | Classificado para a final A                   |  |  |
| QB               | Classificado para a final B                   |  |  |
| ADV              | Classificado após decisão arbitral (Advanced) |  |  |
| PEN              | Pênalti                                       |  |  |
| YC               | Cartão amarelo (Yellow Card)                  |  |  |